# Swan Point
Swan Point är en udde i Antarktis. Den ligger i Östantarktis. Australien gör anspråk på området.
Terrängen inåt land är platt åt sydväst, men åt nordost är den kuperad. Havet är nära Swan Point åt sydväst. Trakten är glest befolkad. Närmaste befolkade plats är Casey Station, 9,5 kilometer norr om Swan Point. 